# Juan José Borrelli
Juan José Borrelli (n. 8 de noviembre de 1970, San Isidro, Provincia de Buenos Aires) es un exfutbolista argentino. 

## Carrera
Su carrera la comenzó en las inferiores del Club Atlético River Plate a los 8 años de edad. Luego, debutó en primera división en el año 1988, con tan solo 17 años frente a Racing de Córdoba. 
En el conjunto de Nuñez estuvo durante 1988 hasta 1992, consiguiendo a los 19 años su primer título en el año 1989. En el año 1991 gana el campeonato Apertura en el cual no pudo dar la vuelta olímpica ya que había sido vendido al Panathinaikos de Grecia. 
En el conjunto de la ciudad de Atenas, en el cual militó durante los años 1992-1996, fue fundamental para lograr los campeonatos de 1994/1995 y 1995/1996, en el cual anotó 15 goles. Por una pelea con un dirigente y debido a una mala decisión firma contrato con la escuadra española Real Oviedo.
Su paso por España solo duraría 1 año, ya que en el año 1997 volvería a vestir la camiseta que lo vio crecer. Aunque Ramón Díaz, técnico en ese entonces, no quería saber nada con su llegada, el presidente de la institución “Riverplatense” Alfredo Davicce estaba convencido de que su regreso podía ser muy útil para el grupo. Aunque tenía el respaldo de la presidencia, no tenía asegurado su lugar dentro de los 11 titulares, ni siquiera lo tenían en cuenta entre los concentrados, ya que, Ramón lo mandó a entrenarse con la reserva sin siquiera dejarlo formar parte de los 11 titulares de dicha categoría durante 6 meses. Luego, jugó para la primera división, consiguiendo el Apertura y la Supercopa de dicho año.
Ya ubicados en el año 1998, Juan José Borrelli firma su desvinculación con River para sumarse al conjunto dirigido por el -Coco- Basile, San Lorenzo de Almagro. Alfio lo había llamado para formar parte del equipo que dispute la Copa Mercosur, competencia en la que el conjunto azulgrana llegaría a semifinal tras vencer a Racing Club. Aunque no pudo conseguir su pase a la final frente a Cruzeiro después de perder por 1-0 en el encuentro de ida y empatar 1-1 en el de vuelta.
Las repetidas lesiones, el buen momento de Mirco Saric, la aparición de Leandro -pipi- Romagnoli y la pelea con el presidente de San Lorenzo, Fernando Miele, llevó a que la salida del conjunto de Boedo sea un hecho. 
Su próximo destino sería Deportivo Maldonado, conjunto uruguayo de poca convocatoria, pero que servía para mantenerse en actividad. Aunque rápidamente volvió al país donde más le había costado ambientarse, Grecia, pero esta vez en el club Akratitos F.C.
Esta etapa iba a ser su última aventura como jugador profesional. Tras volver a la Argentina y no recibir ofertas interesantes decide colgar los botines y firmar oficialmente su retiro del campo de juego.
También logró 4 anotaciones en la Liga de Campeones de la UEFA 1995-96 donde el equipo alcanzó las semifinales. Por su desempeño, el director técnico de la Selección de fútbol de Argentina (en ese entonces Daniel Passarella) lo convocó para el equipo nacional.

## Trayectoria
| Club                | País      | Año       |
| ------------------- | --------- | --------- |
| River Plate         | Argentina | 1988-1991 |
| Panathinaikos       | Grecia    | 1991-1995 |
| Real Oviedo         | España    | 1996-1997 |
| River Plate         | Argentina | 1997-1998 |
| San Lorenzo         | Argentina | 1998-2000 |
| Tigre               | Argentina | 2001      |
| Deportivo Maldonado | Uruguay   | 2001-2002 |
| Akratitos F.C.      | Grecia    | 2002      |

## Palmarés

### Campeonatos nacionales
| Título               | Club                      | País      | Año     |
| -------------------- | ------------------------- | --------- | ------- |
| Primera División     | Club Atlético River Plate | Argentina | 1989/90 |
| Primera División     | Club Atlético River Plate | Argentina | A-1991  |
| Super Liga de Grecia | P.A.E. Panathinaikos      | Grecia    | 1994/95 |
| Super Liga de Grecia | P.A.E. Panathinaikos      | Grecia    | 1995/96 |
| Primera División     | Club Atlético River Plate | Argentina | A-1997  |

### Copas internacionales
| Título                 | Club                      | Sede         | Año  |
| ---------------------- | ------------------------- | ------------ | ---- |
| Supercopa Sudamericana | Club Atlético River Plate | Buenos Aires | 1997 |